# 1942
1942（千九百四十二、一九四二、せんきゅうひゃくよんじゅうに）は、自然数または整数において、1941の次で1943の前の数である。

## 性質
- 1942は合成数であり、約数は 1, 2, 971, 1942 である。
  - 約数の和は2916。
- 560番目の半素数である。1つ前は1941、次は1943。
- 各位の和が16になる140番目の数である。1つ前は1915、次は1951。

## その他 1942 に関連すること
- 西暦1942年
- 1942 (EP) - ソウル・ジャンクのEP盤レコード
- 1942 (ゲーム) - カプコンが発売したアーケードゲーム
  - 1942: Joint Strike - 上記のリメイク作品
- バトルフィールド1942 - エレクトロニック・アーツが発売したシューティングゲーム
- 19時42分をさす